# 西瓜
西瓜 （學名：Citrullus lanatus），古亦稱寒瓜，是葫蘆科西瓜屬的一種植物或其果實，原產於非洲，现世界多地有栽培。其植株为一年生匍匐蔓藤，叶形状裂为掌状。
西瓜的果实在植物学形态分类上属于一种特化的浆果，称为瓠果。其外皮光滑，呈綠色或黃色，且有深綠色的花纹，果瓤多汁，為红色或黃色，有黑色籽。

## 歷史

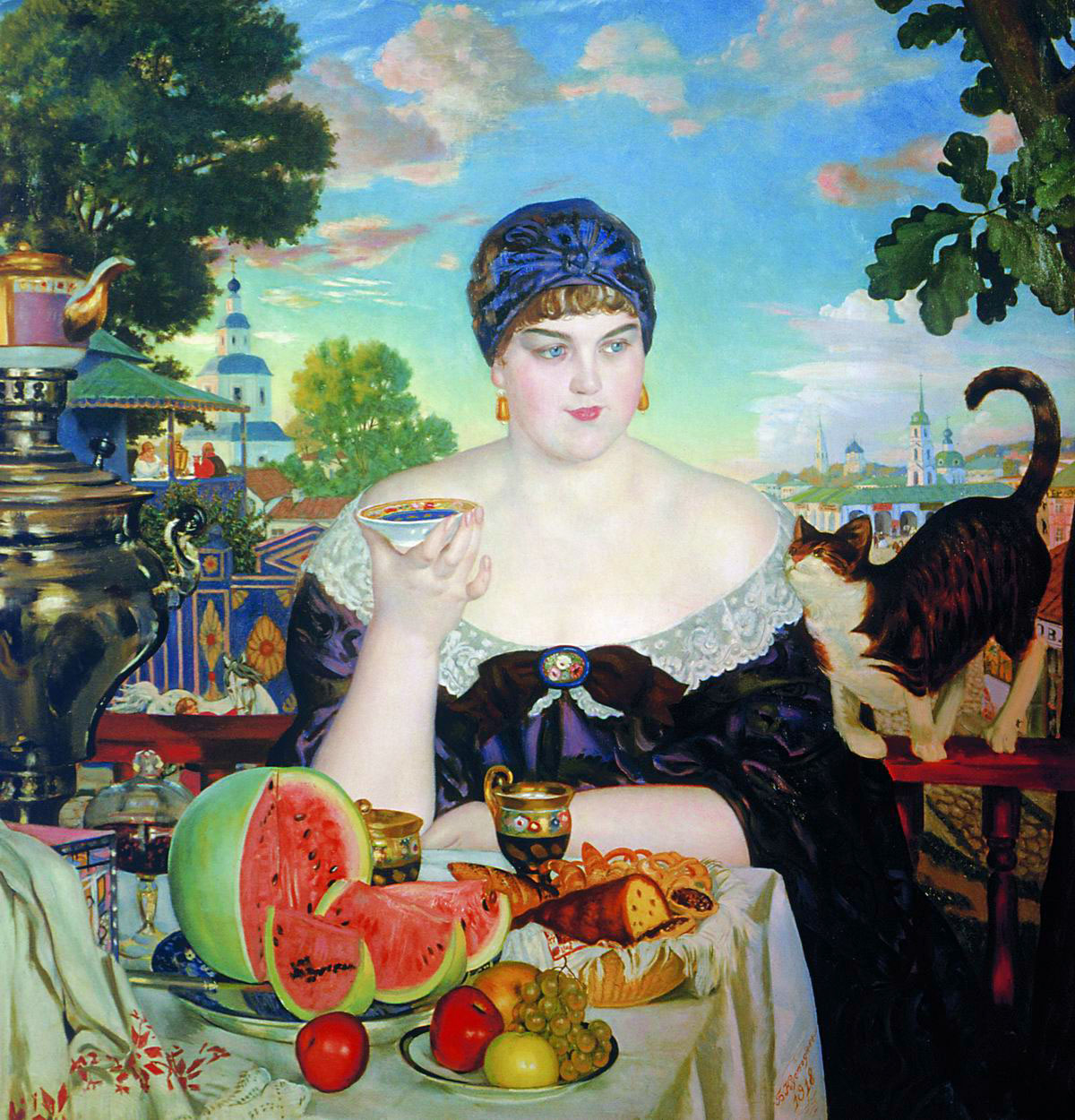
西瓜和其他水果。商人的妻子，鮑里斯

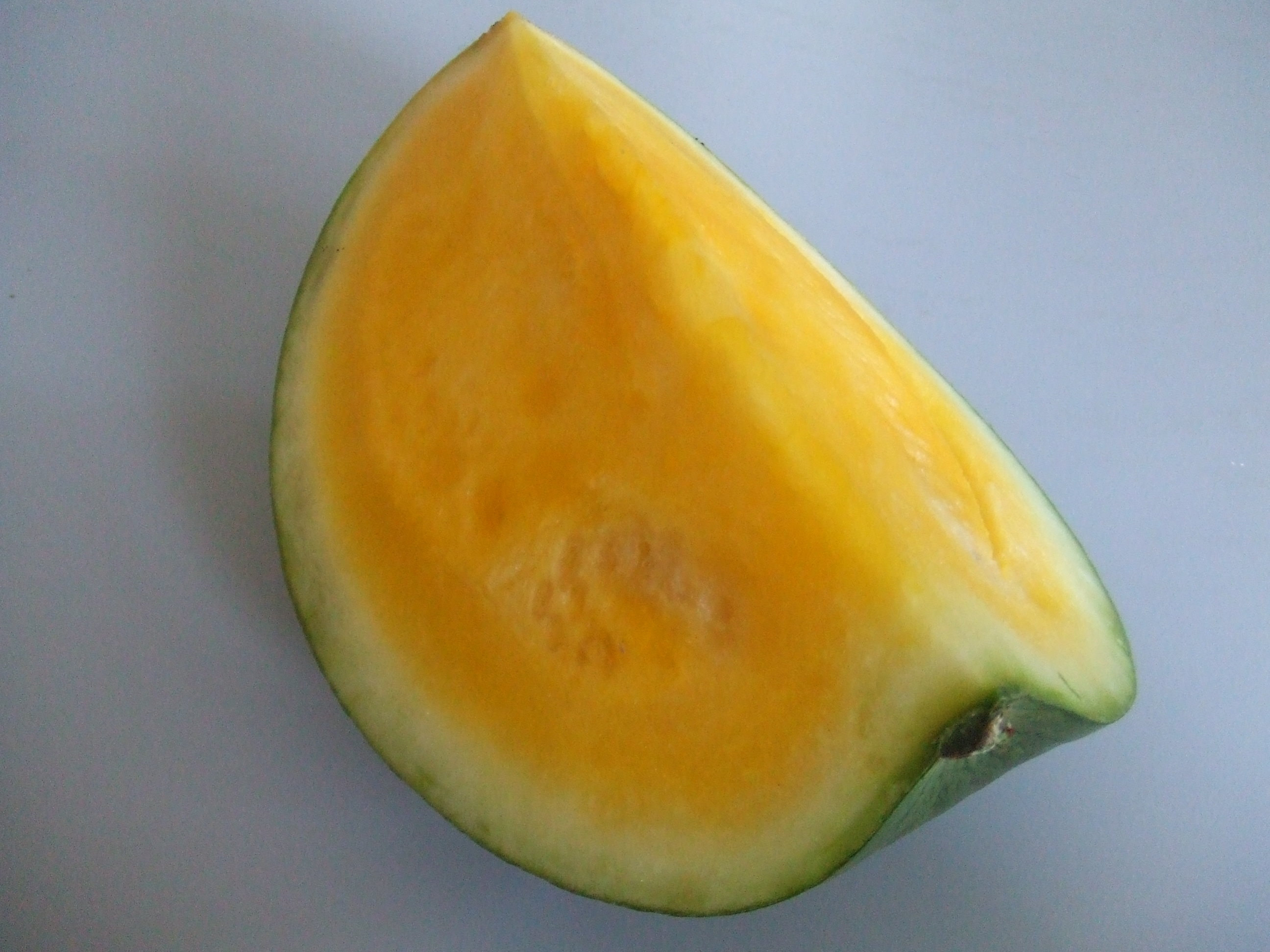
黃瓤西瓜

西瓜最早被人类种植的时间和地点均无定论。基因组学比对研究显示，分布于非洲东部的“科尔多凡瓜”（C. lanatus subsp. cordophanus）可能为现代驯化西瓜的祖先或近缘谱系，且基本符合古埃及壁画上出现的的西瓜形象，因而可能早在约4360年前就被尼罗河流域的人类食用。
迄今发现最老的野生西瓜属种子则被发现于利比亚南部新石器时期的Uan Muhuggiag遗址，根据碳同位素（碳14）定年分析，这些种子距今已有6000年之久。对于从这些种子中提取的古DNA分析显示，这些西瓜属植物比起现今的驯化甜味西瓜，其基因组更接近黏籽西瓜（Citrullus mucosospermus），但也有驯化西瓜祖先（C. lanatus ssp. vulgaris）的基因混合痕迹，其瓤可能为白绿色且味苦，因此当时的人们更可能食用其籽（埃古斯）而非果肉。

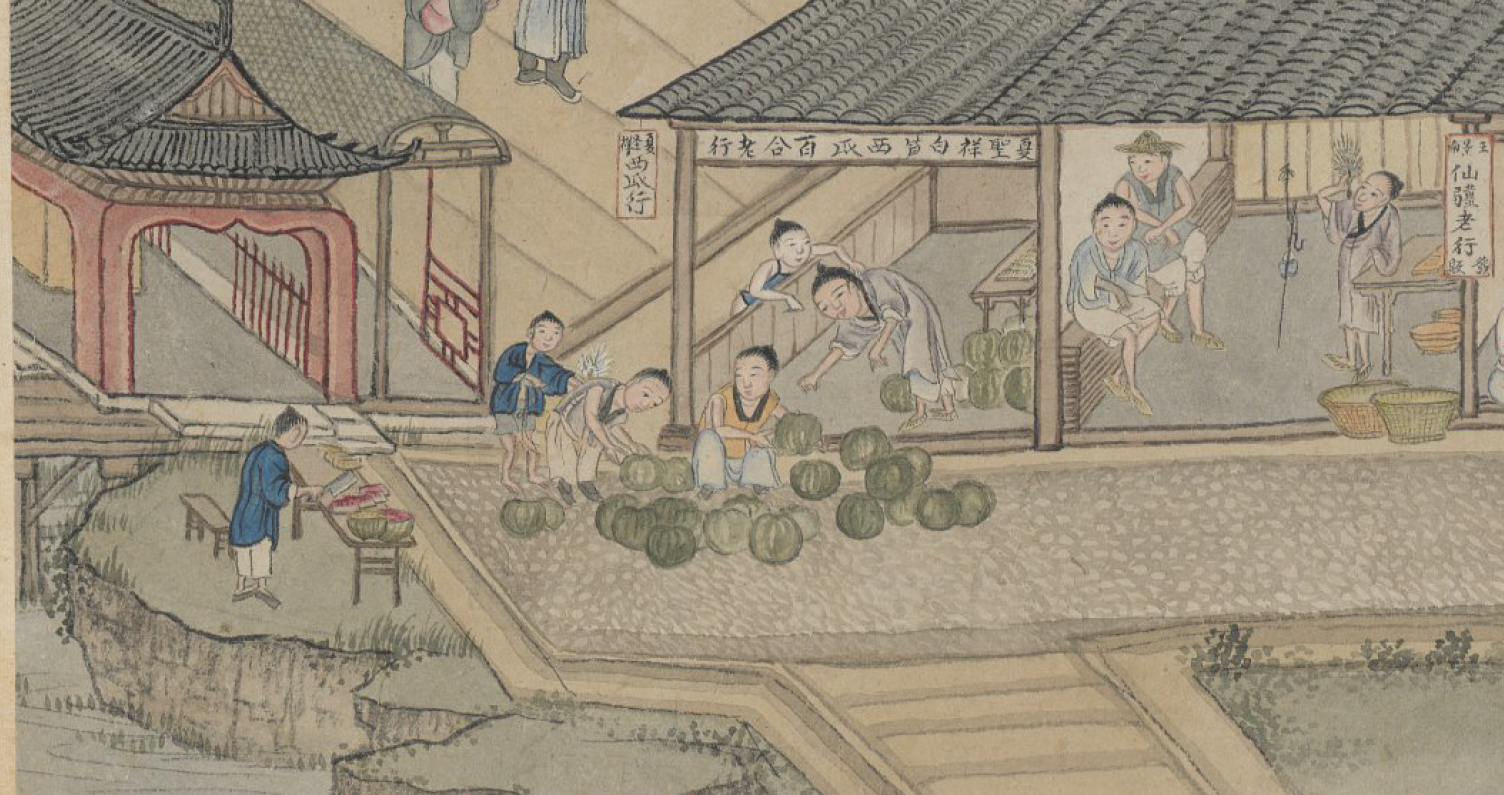
明清时代苏州的西瓜行

直至公元10世紀，契丹人首次從中亞將西瓜帶到中國。不過陶弘景曾在《本草經集注》裡記載“永嘉有寒瓜甚大，可藏至春”。李時珍引用其言，認同其所述“盖五代之先，瓜种已入浙东，但无西瓜之名，未遍中国尔”，相信“寒瓜”就是西瓜。南宋紹興年間，洪皓《松漠紀聞續》裏始有西瓜之名，洪皓提到“西瓜形如扁蒲而圓，色極青翠，經歲則變黃。其瓞類甜瓜，味甘脆，中有汁，尤冷。《五代史‧四夷附錄》云：‘以牛糞覆棚種之。’予攜以歸，今禁圃鄉囿皆有。”《事物纪原》一书中说“中国初无西瓜，洪忠宣（洪皓）使金，贬递阴山，得食之”。绍兴十三年（1143年），洪皓歸宋，带回了西瓜种子，种植於中原地區和杭州、饶州、英州等地。
13世紀，摩爾人入侵歐洲，同時將西瓜引入。1615年，西瓜（Watermelon）這個字才在英文字典上首次出現。1500年代，西瓜才被引進至北美洲的印第安人。早期的法國探險家發現原住民在密西西比河種植西瓜，直至1629年，西瓜才從英國被引入美國，首次種植於麻薩諸塞州。而非洲的黑人奴隸及歐洲殖民亦有協助於將西瓜帶往世界各地。到20世纪，美国、俄罗斯皆发展为西瓜生产大国。
首位跨越非洲的西方人戴维·利文斯通指野生西瓜在非洲西南部的喀拉哈里沙漠非常豐富，當地人稱為，是他們主要的水源及食糧。

## 名稱

### 學名
本種最初學名為卡爾·林奈於1753年所發表的學名Cucurbita citrullus，“Cucurbita”意為“瓜”（今南瓜屬學名），種加詞是（柑橘、香櫞）的指小詞，描述的是西瓜的果肉顏色；直到1836年海因里希·施拉德首次將西瓜作為獨立一個屬的模式種發表，種加詞提升為西瓜屬的學名，而原有學名被取代（植物學名命名規則不允許屬名與種加詞相同），新的種加詞意為“尋常的，普通的”。
另外，1773年由卡尔·彼得·通贝里采集自开普敦的苦味的野生西瓜标本最初被歸類于苦瓜屬（Momordica）、於1794年發表學名为，直到1916年被日本植物學家松村任三與中井猛之進重新歸類為西瓜屬，將學名修訂為，其種加詞来自拉丁语，“羊毛”，意為“綿狀的，具綿狀毛的”，指其莖具毛。後來，這個類群又被視為西瓜的一部份，加上其種加詞在的發表時間早於施拉德，所以優先成為西瓜的替代學名。
然而，现在已知还有几个早于通贝里发表的异名，如彼得·福斯科尔亡故12年后才于1775年发表的，按现有规则应优先成为有效学名，为解决此一问题，已被特别列为保留名，则列为弃用名，以便使现有的保持有效。

### 俗名
元、明时期西瓜亦称“寒瓜”。“寒瓜”一名原本是指一种于深秋至初冬成熟的甜瓜，如《神异经》：“东方荒中，有邪（音耶，注：按即椰）木焉……成熟之后，不长不减，子形如寒瓜（似冬瓜也）”，《南方草木状》：“椰树，叶如栟榈……其实大如寒瓜，外有粗皮，次有壳，圆而且坚”。南宋时期“寒瓜”开始和西瓜混淆，当时的“寒瓜”可能指旧有的寒瓜，也可指外来的西瓜。到元代寒瓜逐渐成为西瓜的代称或雅称，明朝时寒瓜已经成为西瓜的别名，如《本草纲目》中认为寒瓜即西瓜。如今，作为西瓜别名的寒瓜已经很少使用，通常只会出现在一些特殊的情境之下。
西瓜在日本稱為，本來為漢字“西瓜”的唐音讀法，後來受到英語：的影響，有時也用同音的漢字“水瓜”來表記。
歐洲語言中，英語稱西瓜為，意為“水瓜”，對應的德語為，另外其他對應的歐洲語言還有：法語：，西班牙語：等。
除了稱其為“水瓜”之外，還有稱其產地的，如：
- 波斯語：，為的簡稱，意即“痕都斯坦瓜”（痕都斯坦即印度斯坦）。
- 西班牙語：，加利西亞語：，來自于阿拉伯語，意為“信德”，為印度的一個地區。

在阿富汗等地的達里波斯語中，一般稱西瓜為，但是在伊朗的波斯語中，可以指所有的長型瓜類，該詞在其他語言中的衍生詞有：
- 土耳其語：
- 土庫曼語：
- 俄語：
- 烏克蘭語：
- 波蘭語：

在波斯語中，還可以用或來表示西瓜，其在其他語言中的衍生詞有：
- 烏茲別克語：
- 烏爾都語：
- 印地語：

在阿拉伯語中，西瓜稱為，在其他語言中的衍生詞有：
- 法語：
- 葡萄牙語：

## 食品和飲料

### 营养价值
西瓜果瓤（音同攘）多汁，含有豐富的維生素A及維生素C，通常是生食或者搾汁飲用，可以消暑解渴。根據美國農業部的研究顯示，每100克西瓜的食用價值如下：
- 碳水化合物——7.6克
  - 膳食纖維——0.4克
- 脂肪——0.2克
- 蛋白質——0.6克
- 水份——91克
- 維生素C——8.1毫克

一杯西瓜汁可以提供約48千卡路里、14.59毫克的維生素C及556.32IU的維生素A。另外，西瓜汁亦可提供可觀的維生素B1及維生素B6、鉀及鎂，有能對抗癌症或保護太陽灼傷皮膚功效的胡蘿蔔素抗氧化劑：茄紅素及胡蘿蔔素。西瓜盅富含的钾元素，可以对血压控制和心脏健康有帮助。

### 食用方式
- 利用西瓜汁浸泡在酒精中或發酵後，可以製作出酸甜度適中及帶有果香的西瓜酒。

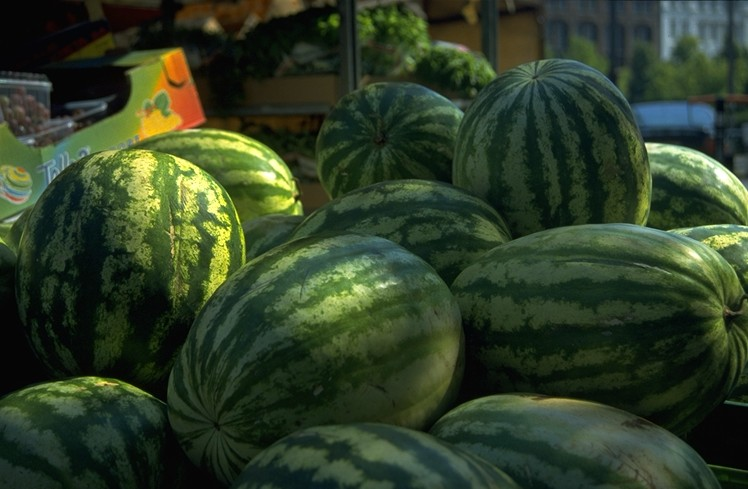
堆積成山的西瓜

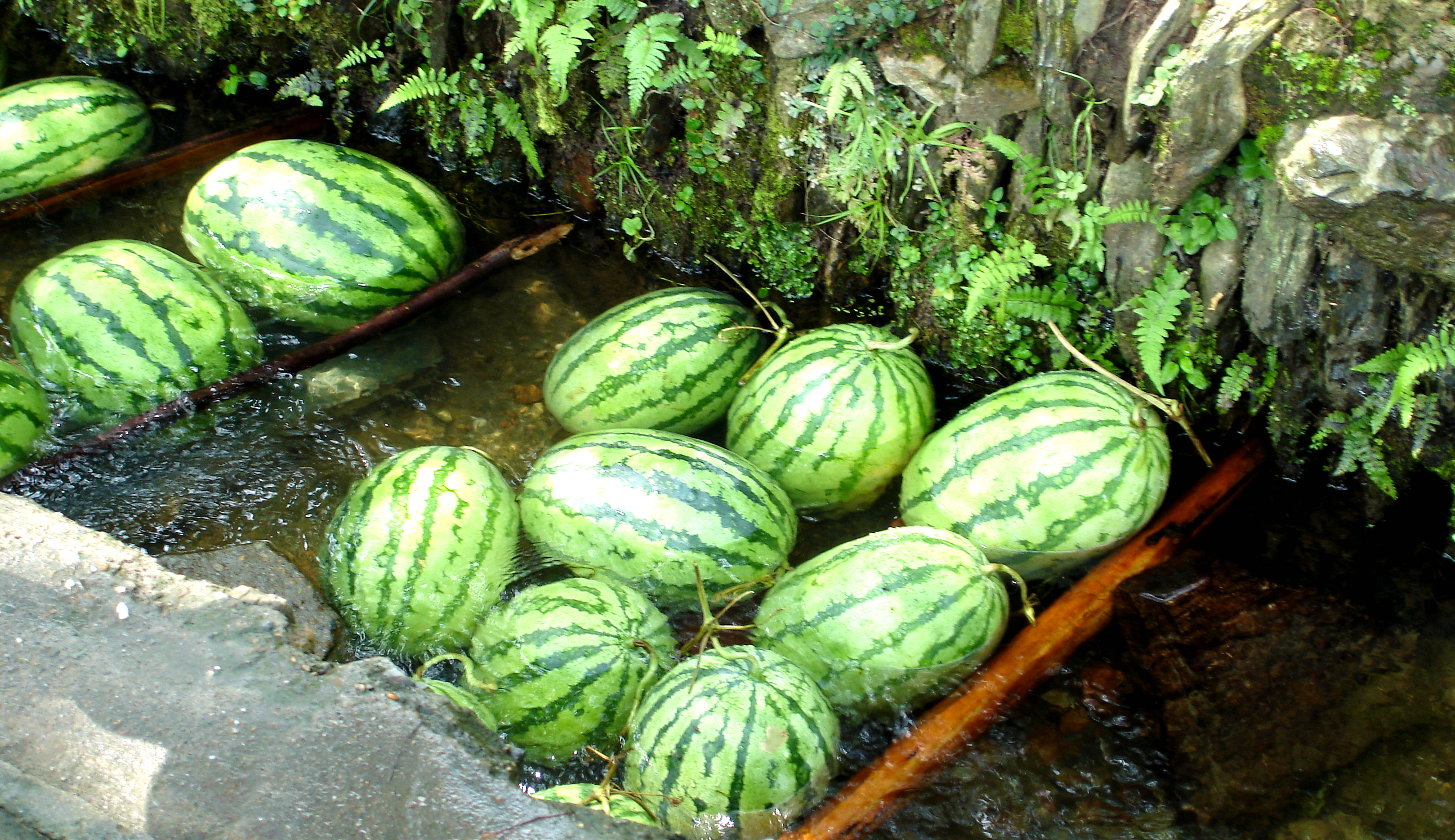
浸在河中的西瓜

- 西瓜皮亦是可吃的，而有時亦是蔬菜，整個西瓜也充滿價值。在中國菜中，有炒、及醃西瓜皮來吃，甚至取其白皮剁碎加肉包饺子。有一份炒西瓜皮的菜谱：先除去皮衣及果肉，再與橄欖油、大蒜、辣椒、蔥、糖及朗姆酒來一起煮。醃西瓜皮則在俄羅斯非常盛行。
- 西瓜的種子，亦即瓜子充滿脂肪及蛋白質，既可以當作小吃，亦可以作為配菜或植物油。利用特別的配種可以生產少果肉而多核的西瓜。在中國，瓜子是非常普遍的小吃，有烤及調味的。在西非，西瓜種子被壓榨出油，亦是非常出名的埃古斯湯。但是，有時會把多核的西瓜會與有著相當接近特徵及用途的藥西瓜（Citrullus colocynthis，別名「柯羅辛」colocynth、「苦蘋果」bitter apple等等[9]）混淆。当然，近年也有无籽的西瓜出售。
- 西瓜按重量計算有92%的水份，是水份比例最高的水果，可以榨成果汁。在美國及南非，有一種新奇的西瓜是含有酒精成份的「硬西瓜」。製作過程是鑽孔入西瓜內，並加入烈酒與果肉融合，享用時與吃普通西瓜無異。
- 将西瓜切成三角状，放入冰柜中冷藏，即为冰棒。

## 醫藥療效
西瓜在清朝張璐的《本經逢源》中被指是天生的白虎湯，能清熱生津，解渴除煩。西瓜果肉內亦含有瓜氨酸及精氨酸等成份，能加增尿素的形成，有利尿作用。若酒精中毒或酒醉後頭暈，可喝一杯西瓜汁，運用其排尿作用，幫助排走肝臟的酒精成份。
西瓜中所含的糖、蛋白質和微量的鹽，能降低血脂軟化血管，對醫治心血管病，如高血壓等亦有療效。西瓜皮及種子殼所製成的西瓜霜，能夠治療口瘡、口疳，牙疳，急性咽喉炎待喉症。
美國一些藥理學家亦發現西瓜中的瓜氨酸，有著與西地那非（威而钢）類似的藥理作用，能增加進入陰莖海綿體內的血液量，及促進血管內釋放一氧化氮。可是，若要有一顆威而钢一樣的效力，就必須吃最少30個西瓜。
糖尿病患者則不宜吃西瓜。西瓜內的糖份及其利尿作用，會增加糖尿病患者腎臟的負擔，提升血糖尿糖。
由於，西瓜多水份的緣故，吃太多西瓜會沖淡胃裡的胃酸，引致胃炎、消化不良或腹瀉等病。
據《本草纲目》记载：西瓜又名寒瓜。皮甘、凉、无毒。主治下列病症：
- 口舌生疮。用西瓜皮烧过，研末，放入口内含噙。
- 内挫腰痛。用西瓜青皮阴干，研为末，盐酒调服15克。
- 食瓜过多，人感不适。用瓜皮煎服汤饮即可。
- 瓜藤解酒。

## 挑選方法

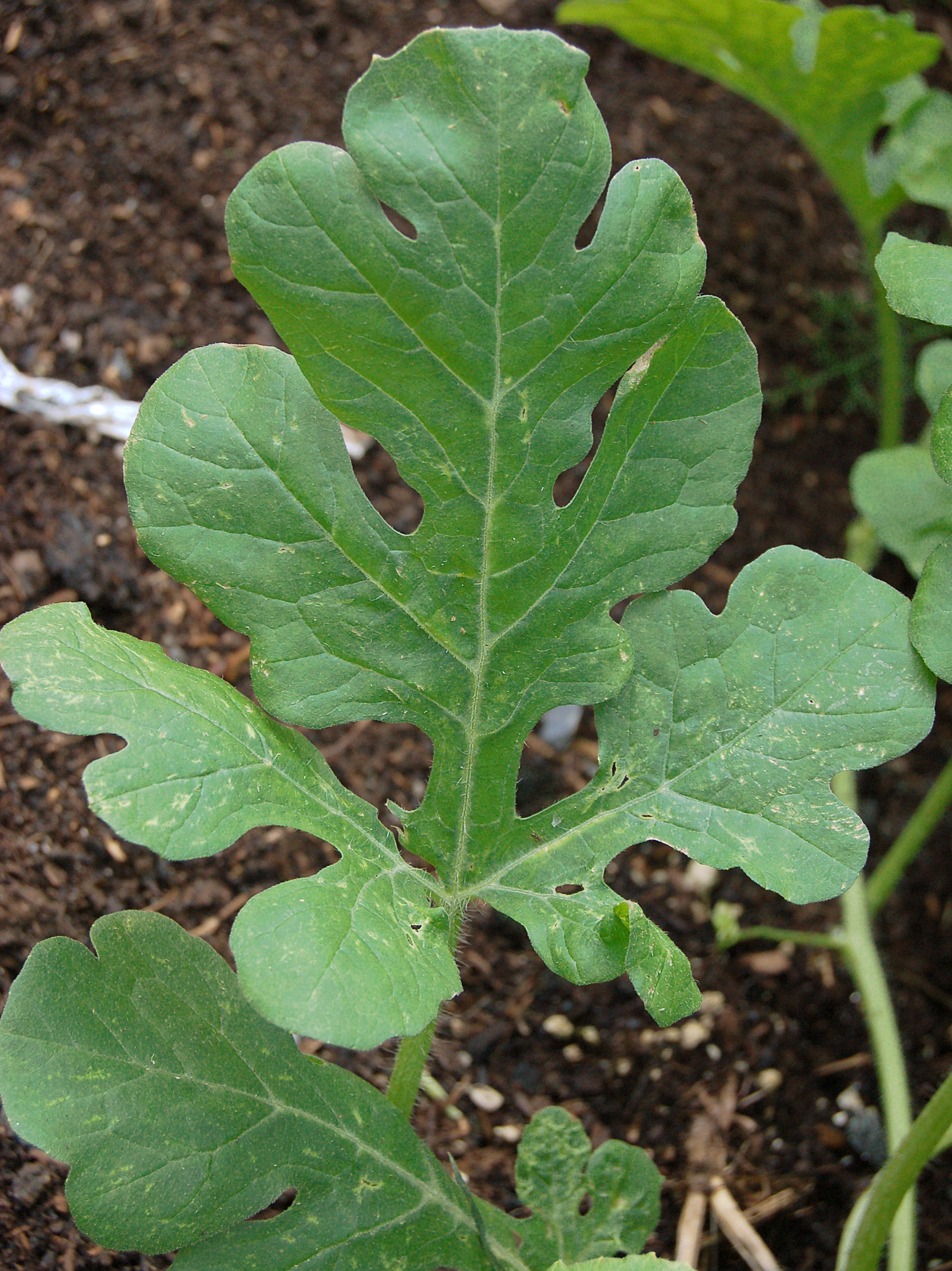
西瓜葉

- 西瓜在結果時，常會在其內出現空洞，導致纖維化而影響口感。故選擇西瓜時常用敲擊西瓜外皮的方式，以回音來辨識西瓜的品質，声音清脆适合食用，声音沉闷则大多不熟。
- 雨季時所採收的西瓜，常因吸收過多的水份，導致甜度降低[10]，或是從中心開始腐爛，以致口感不佳，故消費者應避免於雨季購買西瓜。

非破壞性水果光學糖度計可以測西瓜甜度而不損傷西瓜。

## 產量

1961至2020年中国西瓜产量变化

2020年，全球西瓜总产量为1.016亿吨，其中中国大陆产量达6千万余吨，约占全球总产量的60%。除中国外，西瓜产量占全球总产量比较高的国家还有土耳其、印度、伊朗、阿尔及利亚、巴西等，年产量均为2百万至3百万左右，约为全球总产量的1%左右（2020年数据）。
| 西瓜产量前六名（2020年） (单位：百万吨)      | 西瓜产量前六名（2020年） (单位：百万吨) |
| -------------------------------------------- | --------------------------------------- |
| 中国                                         | 60.1                                    |
| 土耳其                                       | 3.49                                    |
| 印度                                         | 2.79                                    |
| 伊朗                                         | 2.74                                    |
| 阿尔及利亚                                   | 2.29                                    |
| 巴西                                         | 2.18                                    |
| 世界合计                                     | 101.6                                   |
| 数据来源：联合国粮食及农业组织企业统计数据库 |                                         |

## 象徵
西瓜在美国被視為種族歧視黑人的象徵符號，盖因大众误认为黑人极其爱吃西瓜故。
在烏克蘭，赫爾松州是該國的西瓜主要產地，因此西瓜成了赫爾松的象徵。2022年11月，烏克蘭軍隊收復了被俄軍佔領近9個月的首府赫爾松市，烏克蘭郵政推出西瓜主題郵票做為紀念。
由于切片西瓜的颜色（红色果肉、黑色瓜子、白色内果皮、绿色外皮）与巴勒斯坦国旗使用的泛阿拉伯颜色相同，一些人会公开展示西瓜图片，或是在网上发布西瓜贴图和表情，以隐晦的表达对巴勒斯坦的支持。